# Sertularia albimaris
Sertularia albimaris är en nässeldjursart som beskrevs av Konstantin Sergejewicz Mereschkowsky 1878. Sertularia albimaris ingår i släktet Sertularia och familjen Sertulariidae.
Artens utbredningsområde är Norra Ishavet. Inga underarter finns listade i Catalogue of Life.